# Nacionalismo costarricense

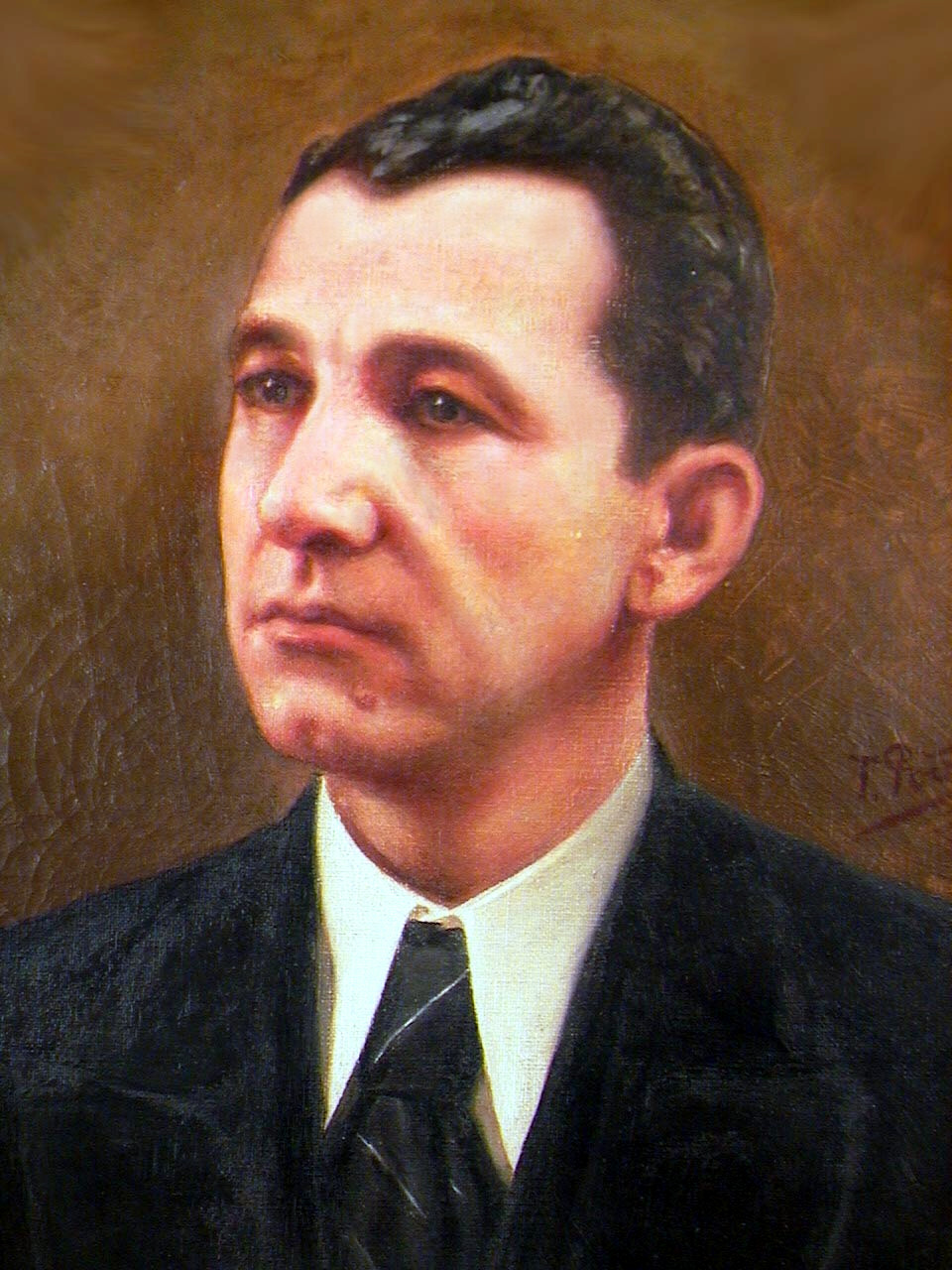
El presidente León Cortés Castro fue conocido por su nacionalismo.

Se conoce como «nacionalismo costarricense» a la visión nacionalista de la identidad cultural y nacional de Costa Rica. 
De acuerdo con pensadores como Tatiana Lobo, Carmen Murillo y Giovanna Giglioli, el nacionalismo costarricense se cimienta en dos mitos principales; la democracia rural desde tiempos coloniales y la “pureza” racial (blanca) del Valle Central como cuna de la sociedad costarricense. Según Sergio Villena Fiengo la identidad nacional tiene como “esencia” a la raza blanca, la meseta central, la democracia rural, la sencillez y humildad de los campesinos pobres y el apego a los valores de la paz.

## Análisis
El primer mito se sostiene en la idea de que Costa Rica siempre ha sido democrática. Parte de la creencia de que ya desde tiempos coloniales los costarricenses eran «igualiticos» y desde el gobernador hasta los campesinos más humildes tenían voz y voto en las decisiones. Esto, sin embargo, ha sido cuestionado por diversos académicos como Iván Molina, quienes aluden que la imagen de la Costa Rica colonial y postcolonial democrática y horizontal no era tan cierta, y de hecho existía una poderosa burguesía cafetalera liberal que controlaba el país de manera jerárquica. Si bien, en general se acepta que a diferencia de muchos de sus vecinos la jerarquía social en Costa Rica nunca fue tan marcada (en especial ante la ausencia de una aristocracia con títulos nobiliarios importada de España como en otras naciones) y la distribución de la tierra impidió el surgimiento de grandes latifundios. También, se crearon reformas sociales que permitían movilidad social a partir de los años cuarenta. Es común que personas de clase popular y clase media asciendan a cargos públicos como diputados e incluso presidente, ciertamente que existe también una clase político-empresarial privilegiada.
El mito racial parte de la idea de que los costarricenses en general son étnicamente más blancos que sus vecinos centroamericanos. Mito muy arraigado en el ideario costarricense y que a lo largo de la historia se usó consciente o inconscientemente como una forma de exclusión de las poblaciones étnicamente diversas, inmigrantes y provincias periféricas supuestamente más mestizas. Nuevamente, recientes estudios parecen ir desmintiendo este mito. Si bien en efecto el mestizaje en Costa Rica pudo ser menor que en otros países por la casi ausencia de pueblos indígenas en su territorio, estudios genéticos recientes demuestran que la mayoría de costarricenses tienen ascendencia europea, indígena y africana en alguna medida y que el mestizaje es similar al de otros países latinoamericanos. Este mito puede estar cediendo, sin embargo, pues recientemente se declaró a Costa Rica país multiétnico y pluricultural por la Asamblea Legislativa.
Según el académico Massimo Introvigne en Costa Rica se habrían gestado dos vertientes del nacionalismo: un nacionalismo cristiano vinculado a la identidad católica del costarricense, y un nacionalismo esotérico vinculado a la élite intelectual liberal y secular. El segundo surgiría especialmente influenciado por la Sociedad Teosófica, fundada en el país desde 1904 y que incluiría a Costa Rica dentro de la cosmología esotérica de la Teosofía como un lugar espiritualmente especial y adaptaría muchas de las creencias cosmogónicas teosóficas al contexto tico. Por ejemplo, el libro de la teósofa y primera dama María Fernández Le Cappellain Zulia y su precuela Yolantá ocurridas ambas en el período prehispánico y que presentan a los pueblos indígenas costarricenses en versiones utópica e idealizadas y como herederos del saber esotérico. Fernández era la esposa de Federico Tinoco, político costarricense que lideró un golpe de Estado que derrocó al presidente constitucional Alfredo González Flores y en cuyo gobierno varios teósofos tuvieron cargos, descrito por algunos académicos como nacionalista. En todo caso, el nacionalismo esotérico y el católico entrarían en conflicto durante la primera mitad del siglo XX.
De estos mitos se originan una serie de elementos propios del nacionalismo costarricense que derivan de uno u otro, como son; visión idílica de la etapa colonial, los productores de café como fundamento de la nación, el centrismo costarricense, la democracia tica como excepcionalmente buena y la superioridad del país respecto a muchos de sus vecinos, representado en la frase de «Suiza centroamericana».

## Historia
Diferentes sentimientos nacionalistas se han despertado en las poblaciones especialmente durante conflictos bélicos con sus vecinos como la Campaña Nacional de 1856 contra los filibusteros estadounidenses de William Walker que ocupaban Nicaragua y la Guerra de Coto contra Panamá. El 18 de junio de 1928 se funda la Liga Cívica por destacadas figuras como Ricardo Moreno Cañas, Luis Demetrio Tinoco Castro, Omar Dengo Guerrero y Max Koberg Bolandi influenciada por la Alianza Popular Revolucionaria Americana de Víctor Raúl Haya de la Torre y con una ideología antiimperialista y nacionalista de izquierda.
En las elecciones de 1932 Koberg fue postulado por una agrupación política denominada Partido Nacionalista, pero fue el partido menos votado en esa elección.  El nacionalismo fue uno de los elementos más resaltados del gobierno de León Cortés Castro (1936-1940) aunque no trascendería demasiado después de su presidencia en el discurso político, en especial por las acusaciones de fascismo que pesaban sobre Cortés. Después de Cortés el discurso nacionalista estaría siempre asociado con la extrema derecha. Ya en los sesenta surge la organización anticomunista Movimiento Nacionalista, que luego cambiaría su nombre a Movimiento Costa Rica Libre, y que se enfocaba en el combate a todos los movimientos políticos y sociales de izquierda desde las elecciones de 1962. 
El Partido Nacional Independiente de Jorge González Martén se identificaba también como partido nacionalista y sus seguidores se autodenominaban nacionalistas, así como en su propaganda para las elecciones de 1974. Su heredero orgánico el Partido Patriótico Nacional participó en las elecciones de 2002 con un discurso rabiosamente xenófobo y antinicaragüense con resultados electorales testimoniales. En 2005 se funda la Alianza Democrática Nacionalista para participar en las elecciones de 2006 con el exministro socialcristiano José Miguel Villalobos Umaña como candidato, pero nuevamente el éxito electoral es nulo. Desde el final de ese partido no ha existido otra fuerza política formalmente inscrita ante el Tribunal Supremo de Elecciones que haga uso del término nacionalista. En 2019 páginas de la red social Facebook como Diputado 58, Resistencia Costarricense y Salvación Costa Rica descritas como «ultranacionalistas» y radicalmente opuestos a la inmigración convocaron a una manifestación antigobierno el 1 de mayo, con escasa asistencia.